# Inmigración peruana en México
La inmigración peruana en México se realizó desde la época colonial española en el territorio mexicano. En la década de 1970, muchos intelectuales peruanos llegaron a México solicitando asilo político, del mismo modo que lo hicieron otros latinoamericanos, como chilenos, argentinos y uruguayos. Hoy en día, destacan comerciantes, músicos, estudiantes y académicos peruanos que se establecieron indefinidamente en el sur de la Ciudad de México y su zona metropolitana. La mayoría de peruanos que viajan temporalmente a México, lo hacen por negocios y turismo. Según el censo del año 2020, hay 8.670 ciudadanos peruanos residiendo en México.

## Historia
Los primeros sudamericanos que llegaron al México independiente provenían de Chile y Perú, quienes pasaban por el puerto de Acapulco y Puerto Ángel, para comprar provisiones, durante el auge de la fiebre del oro de California, a mediados del siglo XIX. Algunos migrantes chilenos y peruanos se quedaron y echaron raíces culturares entre las poblaciones costeñas del Pacífico sur mexicano, desde Oaxaca hasta la Península de Baja California.

### El asilo político
En 1973, numerosos sudamericanos escaparon de la persecución política de las dictaduras militares buscando asilo político en México, acompañados de chilenos, uruguayos, argentinos y peruanos que huían de persecuciones llevadas a cabo por sus respectivos gobiernos. Los centros educativos de nivel superior de México sirvieron de plataforma para resguardar su estancia dentro del país.

## Cultura peruana en México
Un posible aporte que la cultura peruana podría tener en México es el ceviche. Aunque el ceviche mexicano es distinto de la versión peruana; se piensa que este platillo podría haber venido de Perú. Este dato es discutible  ya que también se teoriza que esta cierta forma de preparar el ceviche en México, podría haber venido de la Polinesia durante las rutas españolas entre México y Filipinas.

### Relaciones diplomáticas del Perú en México

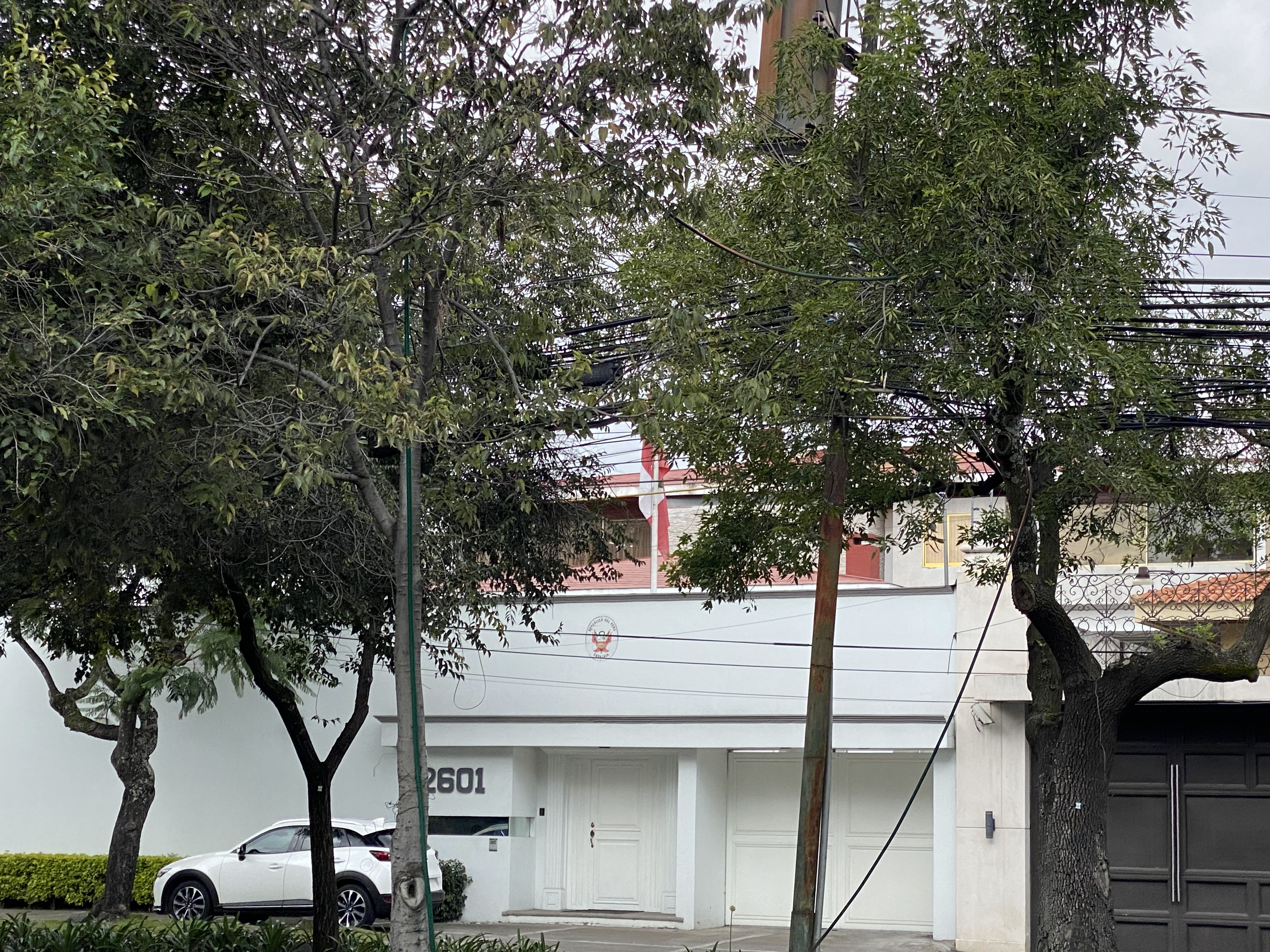
Embajada del Perú en la Ciudad de México

La embajada del Perú en México no solo se encarga de proteger a los ciudadanos peruanos que residen en el país de manera temporal o definitiva.
- Embajada del Perú en la Ciudad de México.
- Agencia Consular en Guadalajara, Jalisco.
- Agencia Consular en Monterrey, Nuevo León.

Producto de la creación de la Alianza del Pacífico, bloque comercial que integran Chile, Colombia, México y Perú, que pretende la integración entre los países miembros, la Secretaría de Relaciones Exteriores de México, anunció el 9 de noviembre de 2012 la supresión de visas para ciudadanos peruanos y colombianos, los ciudadanos chilenos ya eran exentos de este requisito para entrar al país.

## Flujos Migratorios
| 1895 | 87    |
| 1900 | 76    |
| 1910 | 116   |
| 1921 | 99    |
| 1930 | 112   |
| 1970 | 804   |
| 1980 | 2.188 |
| 1990 | 2.973 |
| 2000 | 3.749 |
| 2005 | 8.450 |
| 2010 | 6.552 |
| 2020 | 8.670 |

## Peruanos radicados en México
- Arturo Yamasaki, árbitro de fútbol.
- Eudocio Ravines, político, escritor y periodista.
- Fernando Larrañaga, actor.
- Genaro Carnero Checa, periodista, poeta y político.
- Ingrid Yrivarren, empresaria.
- Jorge Aravena, actor.
- Jorge Pezet, productor y guionista.
- Laura Bozzo, conductora.
- Laura Spoya, periodista deportiva, modelo y Miss Perú 2015.
- Marco Zunino, actor.
- Nancy MacKenzie, actriz de doblaje.
- Ofelia Montesco, actriz.
- Óscar Ugarteche, economista, escritor, profesor, Investigador y activista.
- Oswaldo Sagástegui, dibujante, pintor y caricaturista.
- Pietro Vannucci, actor.
- Ricardo Blume, actor.
- Roberto Ballesteros, actor.
- Saby Kamalich, actriz.
- Segundo Galicia Sánchez, profesor, investigador y sociólogo.
- Tania Libertad, cantante.
- Vanessa Terkes, actriz.
- Verónica Montes, actriz.
- Walter Ormeño, exfutbolista.
- César Lachira, escritor.

## Mexicanos de ascendencia peruana
- Ana Patricia Rojo, actriz.
- Cecilia Pezet, actriz y activista.
- Francisco J. Zavala, abogado, periodista, filósofo escolástico, catedrático, político y poeta.
- Germán Carnero Roqué, periodista, promotor cultural y poeta.
- Jaime Torres Bodet, diplomático, funcionario público, escritor, ensayista y poeta.
- Mario Bellatin, escritor.
- Mario H. Gottfried Gutiérrez, empresario.
- Santiago Ormeño, futbolista.
- Polo Ortín, actor.